# Luís Gil Bettencourt
Luís Manuel Gil Mendes Bettencourt (Praia da Vitória, Terceira, Açores, Portugal, 1956), é um músico, compositor e produtor musical que mantém uma atividade na organização de eventos culturais.

## Biografia

### Antepassados
O bisavô de Luís, o Mestre Mendes Enes, formou a primeira banda na Ilha Graciosa. A sua avó, Palmira Mendes Enes, lecionou piano e dança, também na ilha Graciosa, e depois de se mudar para a Ilha Terceira, formou a primeira orquestra de Jazz dos Açores - a Aerojazz. O pai de Luís, Ezequiel Bettencourt, também ficou conhecido na Ilha Terceira pelo seu talento musical, tendo sido professor de música na Base Aérea das Lajes. Tocava vários géneros musicais, especialmente em bandas de música country, pop-rock, e em filarmónicas. Mais tarde, após emigrar para Boston, Ezequiel foi proprietário de uma loja de instrumentos musicais chamada "Central Street Music Shop".

### O início
Luís Gil Bettencourt nasceu no dia 26 de junho de 1956 na Praia da Vitória, Ilha Terceira, Açores. É um dos dez filhos do casal Ezequiel Mendes Bettencourt e Aureolina da Cunha Gil de Ávila, dos quais também se destacaram na música os irmãos Roberto e Nuno.
Ligado à música desde os seis anos de idade, esteve envolvido em grupos de baile na Ilha Terceira. O "Luisinho da Praia da Vitória" tocou com os Mini-Sombras, os Czares, os Rice Machine Revival, os Faíscas, e os Sombras. Atuou também em palcos de Ponta Delgada (Ilha de São Miguel) e da Horta (Ilha do Faial).

### Emigração para os EUA
Em 1971, o casal Ezequiel e Aureolina, que vivia no Poço da Areia (Praia da Vitória, Ilha Terceira), emigrou com os filhos Luís, Ivone, Roberto, Fátima, Teresa, Jorge, Helena, Paulo, João e Nuno para os EUA, para Hudson, Massachusetts, passando a habitar na Main Street.
Nos EUA, Luís Gil Bettencourt estudou, trabalhou e praticou desporto. Após uma bolsa de estudo lhe ter sido negada, inviabilizando o prosseguimento do curso de Direito, dedicou-se à sua grande paixão de sempre - a música. Formou, juntamente com os irmãos Roberto e Nuno, os Alien, cujo nome foi posteriormente alterado para Viking, uma banda de rock progressivo que conquistou um dos lugares mais importantes no panorama musical de Boston, da qual faziam ainda parte os músicos José Ernesto Barros e Kenny Marcou. É também nos EUA que ensinou o irmão, Nuno Bettencourt (Extreme) a tocar guitarra.

### O regresso a Portugal
Em 1984, após o fim dos Viking, regressou a Portugal, onde, em Lisboa, preparou o lançamento do seu primeiro álbum a solo - "Empty Space" (1985) -, gravado com a colaboração de músicos da Orquestra Gulbenkian. Do LP destacam-se temas como "Searching" e "Dreams". De volta aos Açores, Luís Gil Bettencourt agitou positivamente o panorama musical, quer a nível de execução quer a nível de conceção de arranjos e composição, redescobrindo as raízes do som de uma terra que havia deixado, mas que teimava em redescobrir.

### Bandas sonoras
Durante a restante década de 1980, colaborou com a RTP Açores em bandas sonoras, tendo sido diretor musical de programas e séries televisivos realizados por José Medeiros (Zeca Medeiros), como "Xailes Negros" (1984), "Deixem Passar a Música - Toadas do Vento Ilhéu" (1986), e "Balada do Atlântico" (1987). Realizou também os seus próprios vídeos musicais para promoção dos temas "Dreams", "If There's a Reason", "Searching", "Broken Stairs", "Quem me Dera", e "Ventos".
Em 1986 participou no Festival RTP da Canção com o tema "Cais de Encontro". Deu concertos em Lisboa, na Aula Magna (06/02/1987) e no Teatro São Luiz. Em Coimbra, atuou no Teatro Gil Vicente.

### O regresso à Ilha Terceira
Em 1989 regressou à sua terra-natal, a Ilha Terceira, onde produziu o telefilme "Vivências" e criou o grupo de música tradicional Cantinho da Terceira, onde, com virtuosismo, muita técnica e sensibilidade, misturou o respeito pela tradição com a reinvenção da técnica, provando que um instrumento aparentemente "rudimentar" como a Viola da Terra, pode ser portador de sonoridades originais.
Sempre com uma atenção especial para com a cultura tradicional, mas também para com a música alternativa, esteve envolvido na criação de eventos como o Festival Maré de Agosto (Ilha de Santa Maria), o festival Jazz - Sons de Uma Longa História (Ilha Terceira), o Festival Internacional do Ramo Grande (Ilha Terceira), o Festival dos Moinhos (Ilha do Corvo), a Festa da Filarmónica (Calheta do Mesquim, Ilha do Pico), o Festival da Rota dos Bons Ventos (Horta, Ilha do Faial), e o Festival Curiosidades (Ponta Delgada, Ilha de São Miguel).
Em 1997 foi o responsável pela mostra cultural dos Açores na Exposição Internacional de Lisboa de 1998 (EXPO’98), tendo criado para o efeito a Orquestra Regional Lira Açoriana, com o objetivo de melhorar a formação de jovens músicos das bandas filarmónicas dos Açores. Produziu a opereta "Ilha Décima", apresentada no decurso da Exposição em Lisboa.
Foi um dos responsáveis pela construção do Auditório do Ramo Grande (Praia da Vitória), inaugurado a 5 de abril de 2003. Na ocasião, foi estreada a representação da opereta da autoria de Luís Gil Bettencourt "Dia de S. Vapor".
Em 2008 compôs a banda sonora para um documentário sobre José Saramago, onde a Viola da Terra de dois corações é utilizada. No mesmo ano, apresentou o concerto "Retrospectiva", no Auditório do Ramo Grande (Praia da Vitória), no Teatro Faialense (Horta) e no Teatro Micaelense (Ponta Delgada), que serviu igualmente para o lançamento em CD do seu primeiro álbum "Empty Space".
Em 2013 anunciou a sua retirada dos palcos enquanto vocalista, por motivos de saúde, mas continuou a acompanhar musicalmente a filha.
O primeiro dos dois concertos de despedida, com o título "Antes que a Voz me Falte", teve lugar no Auditório do Ramo Grande, no dia 25 de maio de 2013, seguindo-se uma atuação, no dia 15 de junho de 2013, no Teatro Ribeiragrandense (Ribeira Grande, Ilha de São Miguel).
Atuou como guitarrista na banda DeQuandoEmVez, junto com os músicos Maria Bettencourt (voz), Michael Sousa (voz), Paulo Fonseca (bateria), Raul Cardoso (baixo) e Ricardo Silva (teclas), onde era apelidado de "Tio Luís".

### Atualidade
Luís Gil Bettencourt atualmente dedica-se à produção musical e à organização de eventos culturais.
No dia 16 de maio de 2016 foi-lhe atribuída a Insígnia Autonómica de Mérito Cívico.
Em 2016 foi responsável pela coordenação geral do Blue Music Resort, um espaço onde são realizados concertos musicais durante as festividades maiores da Praia da Vitória: as "Festas da Praia".
A 22 de dezembro de 2016 apresentou no Auditório do Ramo Grande o álbum "Viola de Dois Corações… a minha viola", com um registo sonoro e uma forma de tocar a Viola da Terra fora do habitual.
Em junho de 2017 regressou aos palcos com uma série de concertos intitulados "No Meu Quarto", baseados no seu imaginários criativo, apresentando, a 29 de maio de 2018, no Teatro Micaelense, o álbum "Coisas do Meu Quarto".
A 11 de novembro de 2018 apresentou no Auditório do Ramos Grande o álbum "De Vitorino Nemésio... Suas Palavras, Seu Violão", no qual são apresentados poemas musicados por Luís Gil Bettencourt com o violão que foi do escritor, cedido pela família do mesmo à Câmara Municipal da Praia da Vitória.
No dia 03 de setembro de 2022 lançou o álbum "Responde a Verdade", constituído por poema inéditos de José Luís Peixoto musicados e cantados por Bettencourt. O CD foi apresentado no dia 07 de setembro de 2022 na Fundação José Saramago (Casa dos Bicos).
Tem acompanhado instrumentalmente a filha, Maria Bettencourt, nos concertos que esta realiza.
Ocasionalmente escreve artigos de opinião para os jornais Açoriano Oriental e Diário Insular.
Luís Gil Bettencourt tem por hábito saudar e despedir-se das pessoas com a expressão tipicamente terceirense "Haja saúde!".

## Discografia

### Álbuns de estúdio
- "Empty Space" (LP, MVM Records, 1985 - MV.003056) / (CD, NOL, 2008 - RMGR 001/2008)
- "Past and Present" - "If There's a Reason" / "In-Out" (Single, DisRego, 1986 - DR 0007)
- "Tema d'Amor" (Single, DisRego, 1992)
- "Bilingue" (LP, DisRego, 1987 - DRL-00.14)
- "Antero" (CD, DRC, 1998)
- "Viola de Dois Corações… a minha viola" (CD, NOL, 2016)
- "Coisas do Meu Quarto" (CD, NOL, 2018)
- "De Vitorino Nemésio... Suas Palavras, Seu Violão" (CD, NOL, 2018)
- "Responde a Verdade" (CD, Records DK, 2022 - 4328287 Records DK)

### Coletâneas
- "Açores, Um Convite" (LP, Henda, 1985), com o tema "Lavadeira" (João Teixeira de Medeiros)
- "Balada do Atlântico" (LP, DisRego, 1989 - DRL-00.12)
- "O Barco e o Sonho - Balada do Atlântico - Xailes Negros" (LP, Philips, 1989 - 838342-1)
- "7 Anos de Música" (CD, DisRego, 1992 - DRD 00.01), com o tema "Tema d’Amor"
- "Traz-os-Montes" (CD, Valentim de Carvalho, 1994 - 7243 8 31806 2 2), de Né Ladeiras
- "Manifestasons" (CD, ACERT, 1996), com o tema "Nado Morto" (Vitorino Nemésio)

### Produção
- "Açores, Um Convite" (LP, Henda, 1985), Victor Cruz
- "Monte Formoso" (LP, MBP, 1989 - 7010241) / (CD, Farol, 1996 - FAR 50005), Brigada Victor Jara
- "A Primeira Vez" (LP GVIT, 1992), Grupo de Violas da Ilha Terceira
- "Azul" (CD, 1997), Carlos Medeiros
- "O Cantar Na M'Incomoda" (CD, NOL, 1998 - 972-647-162-1), Carlos Medeiros
- "Dança das Fitas" (CD, 2000), Carlos Medeiros
- "Susana Coelho & Trio" (CD, Casa V. Nemésio, 2000), Susana Coelho & Trio

## Reconhecimentos
- Prémio Carreira - ANIMA Prestígio - Prémios Música Açores (2006)
- Insígnia Autonómica de Mérito Cívico (2016)